# Al-Juwaynī
Al-Juwaynī ou Ǧuwaynī (الجويني), dit Imam al-Ḥaramayn (en arabe إمام الحرمين ), est né en 1028 et mort en 1085. Son nom complet est : Abū l-Maʿālī ʿAbd al-Malik ibn ʿAbd Allāh Imām al-Ḥaramayn al-Juwaynī. Il est plus couramment désigné sous la forme courte al-Juwaynī. La BNF recommande l'usage de la forme Ǧuwaynī.
C'est un juriste et théologien persan. Il est le maître d'Al-Ghazâlî. Il appartient à l'école théologique ash'arite et à l'école juridique chafiiste. C'est un mutakallim, c'est-à-dire un théologien.

## Biographie

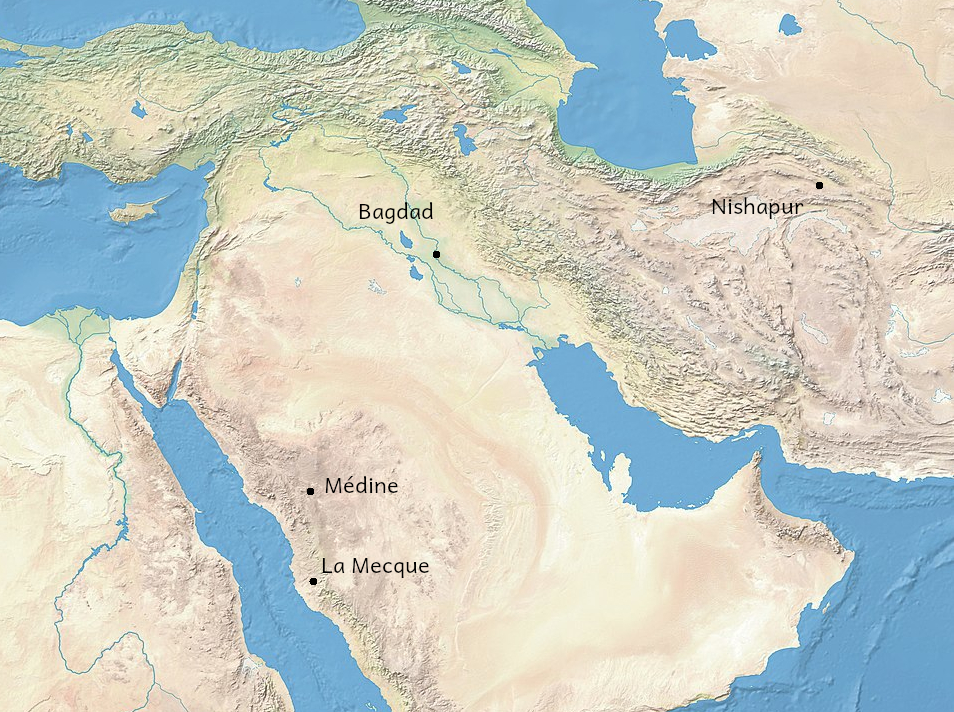
Les villes fréquentées par al-Juwaynī (situation approximative).

Il est né à Boštanekān (Bushtaniqān, en arabe بشتنقان) ou Bechteghal, dans le comté de Jovayn, ou bien à Azâdhwâr, dans les deux cas près de Nishapur, dans la province du Khorâsân, en Perse,,. 

### Formation
Il étudie la théologie et le droit musulmans d'abord auprès de son père, Abu Muhammad al-Juwayni (ar). Ce dernier, originaire de Juwayn, acharite, a passé la majeure partie de sa vie à Nichapur, où il a suivi les leçons d'Abu al-Tayyib al-Su`luki (ar). Il est cependant allé à Merv suivre les cours de droit d'Al-Qaffal al-Marwazi (ar). Puis il a enseigné la jurisprudence chaféite à Nichapur. Il a écrit plusieurs livres, dont certains sont conservés. Le al-Muhit est un traité juridique dans lequel il ne suit pas l'enseignement d'al-Chafi'i,. Ce refus du taqlid (imitation) témoigne d'une indépendance d'esprit qui peut expliquer la même qualité reconnue chez son fils par son biographe al-Subki (en). En effet, Abu l-Ma'ali n'hésite pas à prendre ses distances à l'égard de ses maîtres, al-Chafi'i, al-Ach'ari, ou son propre père, lorsqu'il juge qu'ils ont commis une erreur. 

Ensuite, il a pour maître al-Iskâf al-Isfara'ini (d. 1062)qui fut l'élève d'Abû Ishaq al-Isfara'ini, lui-même disciple d'al-Bahili, un disciple direct d'al-Ach'ari. Abû Bakr Al Bayhaqî lui enseigne les hadiths et Abu 'Abd Allah al-Naysaburi al-Khabazi (m. c. 449 AH/1057) le tafsir (exégèse),. Il s'intéresse aussi à la grammaire. Il lit l'œuvre d'al-Basrī et celle d'al-Baqillani. A-t-il eu accès aux œuvres des falasifa, les philosophes musulmans férus d'Aristote ? Il le laisse entendre ,:
« J'ai lu des milliers de milliers de pages, puis j'ai quitté ceux qui acceptent ces sciences apparentes, et je me suis lancé dans la vaste mer, j'ai plongé dans ce que les oulémas ont interdit, à la poursuite de la vérité. »

### La «grande épreuve»
À la mort de son père en 1047, malgré son jeune âge, il enseigne à son tour le droit et la théologie. Après la conquête de la région en 1037 par Toghrul-Beg, la pratique du kalâm est déclarée innovation blâmable,. En effet, le vizir nommé par Toghrul-Beg, al-Kunduri, défend l'école hanafiste, alors en conflit avec l'ash'arisme et le chaféisme. Les mutazilites sont également hostiles à l'asharisme. Mais l'ambition d'al-Kundari et des rivalités politiques pourraient expliquer sa persécution des acharites. Vers 1053, un ordre d'arrestation est lancé contre quatre acharites : Abū l-Qāsim al-Qushayrī et Abu l-fadl Ahmad al-Furati sont arrêtés. Un autre, Abu Sahl ibn al-Muwaffaq, choisit le combat clandestin. Al-Juwaynī est le quatrième. Il prend la fuite pour s'installer à Bagdad, puis à La Mecque et Médine, où il demeure quatre ans et gagne le surnom d'Imam al-Ḥaramayn (« Imam des deux villes saintes »). Les divisions entre musulmans, l'influence au Khorasan de sectes comme les Karramites, la présence de chrétiens et de juifs, ont pu pousser Juwayni vers le kalam - la théologie dialectique, afin de défendre sa propre foi.
Après la mort de Toghrul-Beg en 1063, son successeur Alp Arslan désigne un nouveau vizir, Nizam al-Mulk, qui, à l'opposé de son prédécesseur, encourage le développement de l'école ash'arite. Son projet, dans le but d'assurer l'unité politique, est de s'appuyer sur les oulémas. Il ouvre plusieurs madrassa dont la première est bâtie à Nishapur,,, où il invite al-Juwayni qui va y enseigner jusqu'à la fin de sa vie. Parmi ses élèves, on compte al-Ghazali, al-Ansari et Ibn al-Quachayri (m. 1120) - le fils d'Abu l-Qasim,. Il occupe aussi le poste de prêcheur (khatib) à la mosquée construite par al-Mani'i (en),.

## Droit
Al-Juwaynī enseigne le fiqh (droit ou jurisprudence) et les usul al-fiqh (fondements du droit). Le Kitâb al-Waraqât fî usûl al-fiqh est un manuel à destination d'étudiants qui débutent dans ce domaine. C'est pourquoi il est bref. Il a été transposé en vers par al-'Imriytî (d. 989/1581), afin de le rendre plus facile à apprendre par cœur. Ce qui prouve que ce manuel était alors encore en usage dans les écoles.
Plus originale est la notion de maqasid al-shari'a, introduite dans son livre al-Burhan fi usul al-fiqh, et qui sera reprise par al-Ghazali. Les maqasid sont les objectifs de la Loi, ce qui en constitue l'esprit essentiel. Le Kitab al-burhan a la réputation d'être un livre complexe. 
Il reconnaît valables, comme sources du droit, outre le Coran et la Sunnah (dits et actes du Prophète), l'ijma (consensus des jurisconsultes) et le qiyās (raisonnement par analogie). Ainsi, il se place dans la continuité de la tradition sunnite.

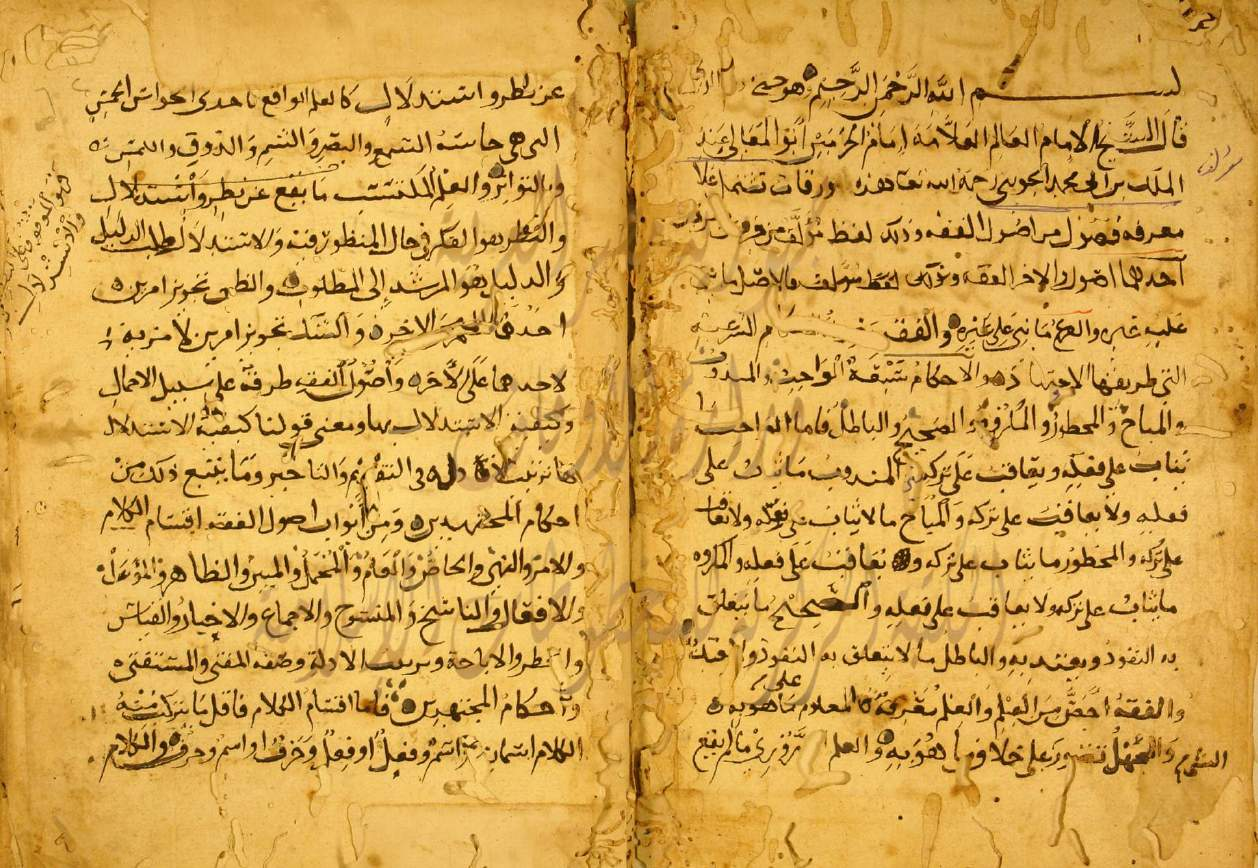
Manuscrit du al-Waraqât d'Al-Juwayni

### Controverse sur la «fermeture des portes de l'ijtihad»
L'ijtihad constitue l'effort de réflexion pour définir le statut légal d'un cas sans précédent. Certains auteurs, comme  Joseph Schacht, ont prétendu que cet effort a cessé à partir du Xe siècle. En effet, les écoles de droit (maḏâhib) étant constituées, et le droit musulman systématisé dans la doctrine de ces quatre écoles, la recherche serait devenue inutile, d'où un déclin de la réflexion juridique.
La controverse peut sembler trouver sa source chez des juristes tel qu'al-Juwaynî, qui pose en effet la question de la possibilité d'une fermeture des portes de l'ijtihad. Mais cette interrogation, mal interprétée, est purement théorique. « La question de l’extinction de l’ijtihâd est posée de manière tout à fait théorique par al-Juwaynî à propos du calife incapable d’ijtihâd. Mais pour lui cette situation n’est pas possible. Il n’était donc pas question de fermeture des portes de l’ijtihâd ». Le calife incompétent en matière d'ijtihad, précise Hervé Bleuchot, a le devoir de consulter celui qui est qualifié : le mujtahid. L'ijtihad est un devoir pour la communauté, il n'est donc pas envisageable qu'elle puisse cesser.
La productivité d'al-Juwaynî dans le domaine des usul al-fiqh, puis celle de son élève al-Ghazali, auteur du al-Mustafa min 'ilm al-usul, reconnu comme une contribution majeure, suffisent à prouver que la réflexion juridique ne s'est pas tarie au Xe siècle.

### Politique
La réflexion d'al-Juwaynî présente aussi un versant politique. Celui-ci est lié à sa théologie, puisque le Calife est commandeur des croyants, c'est un souverain à la fois temporel et spirituel, un monarque de droit divin. C'est la raison pour laquelle on trouve, à la fin d'un traité de théologie (al-Kitāb al-Irshād), un chapitre sur l'imamat. Al-Juwaynî suit en cela l'habitude initiée par al-Ash'ari et reprise par al-Baqillani et al-Mawardi. Le kalām est d'abord une théologie défensive, destinée à fournir des arguments contre les adversaires de l'islam sunnite ; la question politique du califat n'est donc pas déplacée.

#### Racines historiques
La théorie de l'imâmat (califat) est à situer dans l'histoire de l'islam. Les théologiens sunnites prennent position contre d'autres courants de l'islam, particulièrement les chi'ites, qui défendent l'idée que les successeurs du Prophète doivent être de la descendance de Muḥammad. Le but est donc de justifier la légitimité des premiers califes, contestée par les chi'ites. La dynastie fatimide, d'obédience chiite, a établi un calife rival au Caire. La question du mode de désignation du Calife a, elle aussi, ses racines dans l'histoire des premiers temps de l'islam : le Prophète n'ayant pas laissé de consignes à ce sujet, Abu Bakr, l'un de ses tout premiers fidèles, a fait l'unanimité. Lui-même a désigné de son vivant son successeur : ʿUmmar. Ce dernier, à son tour, a désigné un collège de six électeurs qui nommera ʿUthman. La scission des kharijites s'explique elle aussi d'abord par des raisons politiques : pour cette troisième branche de l'islam, seuls les deux premiers califes sont pleinement légitimes ; les Omeyyades sont des usurpateurs, qu'il est permis de destituer. Pour eux, le calife doit être élu ; il n'a pas forcément à être de descendance quraychite,, et n'importe quel fidèle peut prétendre au califat dès lors qu'il est un musulman pieux,. Pour les Omeyyades, au contraire, le  calife doit être de lignée quraychite. Il est donc important de se positionner sur ces différentes questions, puisque les solutions définissent la fidélité à une branche de l'islam ou une autre.
La liaison entre théologie et politique, l'idée que la religion doit être appuyée par le pouvoir, peut aussi s'expliquer par l'expérience personnelle d'al-Juwaynī : la dynastie abbasside est sur le déclin ; le pouvoir véritable n'appartient plus au calife de Bagdad : le Khorasan, après avoir été conquis par les Buwayhides chiites, est à partir de 1042, aux mains du vizir seljoukide. Juwayni dut fuir Nishapur avant d'y retourner quand Nizam al-Mulk y institua des conditions plus favorables. Ce contexte politique le conduit à examiner des questions nouvelles par rapport à ses prédécesseurs. Enfin, sa préoccupation relative à la compétence des califes s'explique par sa croyance en un déclin inéluctable, fondée sur un hadith cité par al-Hattâb, le commentateur du al-Waraqat : « les meilleurs d'entre vous seront ceux de ma génération, puis ceux qui les suivront, puis ceux qui les suivront, puis viendront après eux des gens qui trahiront et en qui on ne pourra avoir confiance ». Al-Juwayni redoute une « usure de la charia », une disparition progressive des mujtahids, ces hommes capables d'interpréter les Sources pour définir les règles du droit. Cette perte de compétence entraînerait un affaiblissement de l'autorité de la tradition.

#### Positions d'al-Juwaynī
La théorie du califat est abordée à la fin du Al-Irshād, comme c'est devenu la tradition depuis al-Ash'arī. Mais aussi dans le Ghiyath al-Umam, où Al-Juwaynî aborde des questions politiques originales. La seule question qui ait fait l'objet d'un consensus selon lui est la nécessité d'un calife. Les autres questions restent ouvertes, ce qui lui permet de les aborder sous un angle nouveau.
Le calife doit de préférence faire l'objet d'une élection ou ikhtiyâr (Kitāb al-Irshad, XXXII) ou d'une désignation par l'imām au pouvoir. Le Prophète n'avait laissé aucune consigne quant à sa succession. Le premier calife, Abu Bakr, a choisi 'Umar de son vivant ; ce dernier a désigné un groupe de six électeurs. Par élection, il ne faut pas entendre une élection au suffrage universel, mais plutôt par une sorte de collège de grands électeurs, composé d'hommes indépendants (à l'abri des pressions) et dont la qualité principale est qu'ils soient influents, afin que leur choix soit accepté par le peuple. Le souci principal d'al-Juwaynī, en effet, c'est la stabilité politique,. Avant lui, des penseurs comme al-Baqillanī se sont demandé quel était le nombre requis d'électeurs. Aux yeux d'al-Juwaynī, le nombre importe peu. Ce n'est pas leur nombre qui assure l'obéissance du peuple au calife désigné, mais l'influence (shawka) des électeurs. Un seul électeur, pourvu qu'il ait assez de puissance, peut suffire. Les moyens sont déterminés par la fin : obtenir l'adhésion du peuple.
Puisque la fin justifie les moyens, dans des cas exceptionnels, on peut se passer de l'élection si elle est superflue. L'accession d'un calife au pouvoir par usurpation n'est pas exclue. L'élection est préférable, mais si l'usurpateur obtient l'allégeance de ses sujets, c'est l'essentiel. Si l'imām en place n'a plus le soutien populaire, et si le prétendant est en mesure d'assurer la stabilité politique, l'usurpation est préférable à la discorde (fitna).
La question des qualités requises par le calife suit la même logique. La piété est importante, car elle préserve de céder à la tentation de la corruption. Ensuite le savoir : si le calife n'est pas capable d'exercer lui-même l'ijtihad, il peut consulter un mujtahid. Le lignage (descendance qurayshite) ne vient qu'ensuite. Cette question de la descendance a fait l'objet d'âpres débats parmi les juristes : le calife doit-il obligatoirement être d'ascendance quraychite (de la lignée de la tribu mecquoise à laquelle  Mahomet lui-même appartenait) ? Dans la tradition sunnite, qui s'appuie sur un hadith, c'est une exigence requise. Al-Baqillani en faisait une condition. Al-Juwayni, lui, la met en question, la présentant comme condition non nécessaire,. En bon connaisseur des règles du fiqh, il relève que le hadith cité n'est rapporté que par peu de témoins, et qu'en plus la chaîne des témoignages n'est pas ininterrompue. En outre, l'histoire a montré qu'un quraychite ne fait pas forcément un bon gouvernant. D'un point de vue rationnel, donc, le lignage n'est pas une condition indispensable. Al-Juwaynī conserve cependant cette qualification, semble-t-il, parce qu'elle a jusqu'à présent fait l'objet d'un consensus. Mais la qualité principale du calife, à ses yeux, c'est qu'il fasse preuve de compétence (kifāya). Cette dernière sera définie par al-Ghazalī comme la « capacité de chercher le chemin correct dans les situations difficiles. » Encore une fois, l'objectif primordial est que le calife soit capable d'assurer le leadership. L'échelle de valeur des qualités du calife se mesure par rapport à ce but qu'est l'unité de la communauté, et qui commande toute la réflexion. Juwayni fait preuve de réalisme et de pragmatisme : selon les contextes politiques, cette hiérarchie des qualifications pourra être adaptée.
Un problème sensible est celui de la destitution du calife si celui-ci ne joue pas pleinement son rôle. Pour les kharidjites, la destitution est légitime ; pour les chi'ites, elle n'est pas pensable car le calife est infaillible. Al-Juwaynī pense que le calife incompétent peut être déposé par les électeurs qui l'ont désigné et ont contracté avec lui ou, s'il le faut, le peuple peut se soulever contre lui. Le calife est nécessaire, mais il n'est légitime que dans la mesure où il assure la stabilité et la continuité de la communauté. En cas de défaillance du pouvoir, ce sont les mujtahids, dépositaires de la tradition, qui assurent la continuité, par le souvenir des principes religieux qui assurent la cohésion sociale. Ovamir Anjum distingue deux grandes approches dans la théorie politique musulmane : l'une, centrée sur le pouvoir politique du calife, est celle d'al-Baqillānī ; l'autre, centrée sur la communauté, fait d'elle le véritable dépositaire de l'autorité. Al-Juwayni défend une position proche du premier modèle : l'idéal, c'est un calife qui incarne à la fois le pouvoir politique et l'autorité religieuse. Mais il a conscience des vicissitudes de l'histoire et concède que le second modèle peut être plus adapté selon les circonstances. 
Mais c'est surtout son œuvre théologique qui fait de l'imâm al-Haramayn un auteur original.

## Théologie
L'œuvre théologique de Ǧuwaynī est considérée comme l'aboutissement de l'ash'arisme classique. Son originalité réside toutefois dans la place qu'il accorde au raisonnement et à l'usage du syllogisme. « Al-Juwaynī fut le premier à introduire les méthodes et les notions philosophiques dans le kalām ash‘arite ». Selon la distinction effectuée par Ibn Khaldūn (Muqqadima ou Prolégomènes au Discours sur l'histoire universelle) entre la « voie classique » et la « voie moderne », al-Baqillani représente la via antiqua, al-Ghazali est l'initiateur de la via moderna, tandis que Ğuwaynī constitue le pivot entre les deux,. Louis Gardet distingue lui aussi trois grands moments dans l'évolution du courant asharite. Selon lui également, Al-Juwaynī est la figure marquante de la deuxième étape.

### Exigence de rationalité
Le Kitāb al-irshād adopte une structure empruntée aux livres des mutazilites. Ce type de plan est devenu traditionnel. C'est celui que suivra aussi Averroès pour réfuter la théologie asharite dans al-Kashf. C'est déjà la structure du Kitab al-Tamhid d'al-Baqillani. En premier lieu vient l'examen de la nature de la connaissance et du raisonnement. Puis les substances et accidents. La démonstration de l'existence de Dieu, ses attributs, les questions éthiques et eschatologiques, pour finir la question du califat.
Le premier chapitre du Kitâb al-irshad établit que l'usage du raisonnement fait partie des obligations de tout homme, comme l'avait dit auparavant al-Ach'ari. L'auteur se réfère bien sûr à la tradition (le Coran), mais il s'applique à argumenter rationnellement chaque fois qu'il lui est possible de ne pas recourir à l'argument d'autorité. Le fait même que ce livre de théologie commence par une réflexion sur la connaissance (le chapitre I a pour titre : « les caractères du raisonnement ») montre le besoin éprouvé par l'auteur de rationaliser sa croyance religieuse. Le but de Juwayni est de prouver, par des arguments aussi indiscutables qu'il est possible, comme l'indique le mot adilla (preuve) dans le titre du Kitâb al-irshâd, les principes de la foi sunnite. C'est sous l'influence de son élève al-Ghazālī que l'ash'arisme va évoluer de façon décisive, en intégrant la philosophie d'Avicenne. Mais, comme le souligne Jan Thiele, al-Juwaynī adopte déjà lui-même certains raisonnements des falasifa (philosophes). S'il récuse souvent leurs conclusions, comme sur l'éternité passée du monde, en revanche il se montre intéressé par la logique aristotélicienne. Alors qu'auparavant, les mutakallimun se méfient de la logique, importée du monde hellénique païen et suspecte de véhiculer les idées des philosophes, Al-Juwaynī la voit comme un instrument neutre, un outil (un organon, comme disait Aristote). La caractéristique des asharites « anciens », dont le chef de file est Baqillani, c'est l'usage du principe selon lequel « les démonstrations reposent sur ces prémisses et que si elles sont fausses, on peut en conclure que l'objet à prouver est faux. » (Ibn Khaldûn, Muqaddimât, section VI). Les « modernes » renoncent à ce principe pour adopter la logique d'Aristote. Al-Juwayni est à l'intersection des deux périodes.
Dans le Shamil et le Kitab al-irshad, il distingue, comme l'a fait Bâqillânî avant lui, deux types de science ('ilm) : la science éternelle de Dieu, et la science humaine, engendrée. Cette dernière se divise en science nécessaire et science acquise. La première renvoie aux connaissances qui s'imposent par leur évidence : connaissance sensible, sentiment de soi-même et principe de non-contradiction. « Le caractère de la science nécessaire est habituellement de se produire directement, sans qu'on puisse s'y soustraire ou en douter. » Le nécessaire est défini comme ce qui, ordinairement, ne peut pas être autre qu'il n'est. C'est la définition généralement donnée par les philosophes, à une différence près : c'est que les rapports entre les phénomènes ne sont pas conçus comme invariables, mais résultent d'une sunna Allah, une coutume établie par Dieu, qu'Il pourrait changer s'il le voulait, bien qu'ordinairement il ne le fasse pas. Les relations entre les phénomènes ne sont donc pas des rapports absolument nécessaires ; leur constance est suspendue à la volonté de Dieu. L'autre type de science est constitué par les connaissances acquises - par le raisonnement.
Comme le note Paul Heck, al-Juwayni reste un asharite (il appelle respectueusement al-Ach'ari shaykuna, notre maître), mais il est à l'écoute de ses adversaires, et se montre prêt à faire des concessions lorsqu'un argument lui paraît solide. Paul Heck écrit même : « For him, the intellect - which, he claims (al-Irshad p. 360), Revelation never contradicted - existed to understand the truth that Revelation had conveyed ». L'idée que raison et révélation ne sauraient se contredire, qu'elles sont deux moyens d'accéder à une même vérité, préfigure la thèse qu'Averroès exposera dans son DIscours décisif.

#### Preuve de l'existence de Dieu

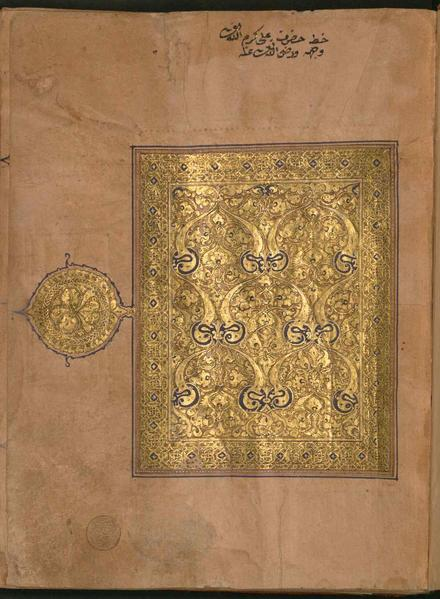
Coran du XIe siècle

Par exemple, il tente de démontrer l'existence de Dieu par la raison. Ce fait, à lui seul, montre qu'il a utilisé les outils de la philosophie. En outre, son raisonnement indique qu'il connaissait les concepts néo-platoniciens.
Al-Juwayni ne se contente pas de la preuve acharite classique - le monde est engendré, par conséquent il exige un créateur. Il commence par le constat de la contingence du monde : les choses auraient pu aussi bien ne pas être, ou être autrement. Il faut donc supposer une intervention arbitraire, celle d'un créateur qui a fait un choix, celui de faire exister le monde, à un moment  et sous une forme plutôt qu'une autre. C'est la preuve par la particularisation ou détermination (takhṣiṣ) : il est indifférent que telle chose existe ou non, qu'elle ait telle forme plutôt que telle autre. Il a donc fallu qu'un être la détermine, lui donne telle forme particulière plutôt qu'une autre, qui était pourtant également possible. Il faut supposer l'intervention d'un créateur doué d'une volonté libre. Maïmonide expose dans son Guide des égarés les différentes méthodes employées par le kalam pour démontrer que le monde est créé. Parmi ces sept preuves, qu'il réfute, celle par la particularisation est celle qu'il reconnaît comme la meilleure. Elle pourrait avoir été inventée non par Juwayni lui-même, mais par Abū al-Husayn al-Basrī.
L'idée d'un Dieu artisan rappelle le démiurge platonicien ; le concept de contingence a été introduit par Avicenne dans sa propre preuve de l'existence de Dieu. Pour Frank Griffel, l'influence directe d'Avicenne ne fait pas de doute : « Al-Juwaynî fut le premier théologien musulman à étudier sérieusement les livres d'Avicenne »(p. 47). Jan Thiele note l'usage par Juwayni de l'expression typique d'Avicenne, wujud mumkin (être contingent). Mais selon le même auteur, al-Juwayni a pu aussi être inspiré par le mu'tazilite al-Basrī. Paul Heck tranche ce débat en soulignant que l'atmosphère intellectuelle dans laquelle baignait al-Juwaynî était déjà imprégnée de l'influence d'Avicenne. Et Al-Juwaynī, s'il n'a pas inventé cette preuve, est du moins le premier des ash'arites à y avoir recours.
Paul L. Heck évoque la possibilité d'une filiation avec Jean Philopon, qui contestait la théorie aristotélicienne de l'éternité du monde dans Sur l’Éternité du Monde contre Aristote. Or ce texte était traduit en arabe déjà au siècle précédent, puisqu'une œuvre de Abû Sulaymân al-Sijistânî en contient des extraits.
Averroès en reconnaît l'originalité dans Al-Kashf ʿan manāhij al-adilla fī ʿaqāʾid al-milla. Il la réfute cependant, en mettant en doute la prémisse sur laquelle toute l'argumentation repose : l'idée que le monde est contingent. Dieu, en effet, dans sa sagesse, a pu choisir de créer le seul monde qui comportait le plus de perfection, et qui par conséquent s'imposait.
Dès le Kitab al-shamil, al-Juwayni avance, pour réfuter la thèse de l'éternité du monde, un argument qu'il emprunte au philosophe al-Kindi. Si l'on suppose le monde sans commencement, raisonne-t-il, cela implique qu'à l'instant où nous parlons, une infinité de temps s'est écoulée. Si nous nous plaçons dans un passé lointain, à nouveau, il s'est écoulé un temps infini avant l'instant présent. Quel que soit l'instant où l'on se place, il sera toujours précédé d'une infinité passée. On ne peut pas totaliser l'infini : le même raisonnement s'applique à l'instant précédent, et ainsi de suite. Il faut donc supposer un premier terme. Al-Juwayni répond à cette objection : puisque les musulmans admettent l'éternité a parte post (future) du monde, pourquoi ne pas en admettre l'éternité a parte ante (passée) ? Juwayni répond : ce qui est sans fin n'est pas forcément sans commencement. Il compare l'argumentation de ses adversaires au discours d'un homme qui promettrait de me donner un dinar, mais seulement après qu'il m'aura donné un dirham ; et de ne me donner un dirham après qu'il m'aura donné un dinar. Ce sophisme crée une boucle infinie, de sorte que je ne toucherai jamais la moindre pièce,.

#### Preuve de l'unicité de DIeu
L'unicité (tawḥīd) divine est un pilier de la religion musulmane. Al-Juwaynī reprend l'argument du fondateur de l'école asharite, celui de l'empêchement mutuel, inspiré d'un verset du Coran: « S’il y avait d’autres dieux à côté de Dieu, comme vous le dites, ces dieux désireraient à coup sûr évincer le possesseur du trône » (XVII, 42). En d'autres termes, plusieurs dieux seraient concurrents et pourraient vouloir deux choses contraires. La volonté de chacun annulerait celle de l'autre, si bien que leur rivalité aurait empêché la création du monde. L'existence du monde est la preuve qu'il n'y a qu'un Créateur. Ou bien, s'il y a un autre dieu, celui-ci a été empêché de créer, de sorte qu'il n'est pas le Créateur. Al-Juwaynī suit Al-Ash'ari sur ce point. Averroès, dans son Al-Kashf, réfute leur argument, pour en proposer un qui lui paraît meilleur. Sa réfutation consiste à contester la nécessaire rivalité de dieux multiples. En effet, si l'on compare Dieu à un artisan, pourquoi ne pas imaginer plusieurs dieux collaborant au même ouvrage ? Ce serait plus conforme à l'idée de la sagesse divine. Mais Averroès, très sévère à l'égard des asharites dans leur ensemble, reconnaît un mérite à Al-Juwaynī : c'est d'avoir aperçu cette réfutation. Même s'il l'écarte, Al-Juwaynī a en effet imaginé cette objection, que des dieux pourraient œuvrer en bonne intelligence.
Les mutazilites contestent la validité de cette preuve par le « conflit des volontés ». Le fait qu'une divinité soit empêchée d'agir ne prouve pas qu'elle soit impuissante car, dans leur doctrine, ils admettent que Dieu laisse l'homme libre de ses actes.

### Question du libre arbitre
De même, au sujet de la question du libre arbitre, al-Juwayni éclaircit la doctrine de son maître. La position ash'arite est fataliste - toute action, y compris les actes humains, sont déterminés par la volonté divine. Al-Ashari ne veut rien céder au dogme de la toute-puissance divine. En conséquence, il accepte d'attribuer le mal et l'injustice à la volonté de Dieu. Cette thèse pose en plus le problème de la responsabilité humaine. Dieu étant tout-puissant et seule cause efficace dans l'univers, il n'est pas question pour al-Ashari de reconnaître une quelconque efficacité de la volonté humaine, qui est entièrement causée par Dieu. La toute-puissance divine s'exerce par l'intermédiaire des atomes dont le monde est composé. Al-Juwayni, sur ce point, est fidèle à la doctrine du maître. Les atomes sont le moyen de l'action divine. L'âme elle-même en est constituée, elle est donc de nature matérielle. Il admet aussi, selon Averroès, l'existence du vide. Contre les partisans de la possibilité de poursuivre à l'infini la division de la matière, comme al-Nazzam, al-Juwayni oppose l'argument de la fourmi. Soit une fourmi qui doit parcourir un segment d'espace, d'un bout à l'autre. Si ce segment pouvait être divisé à l'infini, et chacune de ses parties à son tour, la fourmi ne pourrait jamais atteindre son but. L'argument rappelle les paradoxes de Zénon, sauf qu'au lieu d'aboutir à une mise en doute sceptique de la réalité du mouvement, il conduit à l'affirmation de la réalité des atomes, fondée sur l'expérience.
La thèse d'al-Ach'ari, qui fait la part belle à la puissance et à volonté de Dieu, mais laisse de côté sa Justice et la liberté humaine, ne peut pas satisfaire la soif de rationalité de Ǧuwayni, qui se rend compte qu'elle n'est pas solide. Dans le Kitab al-irshad, il raisonne ainsi : Dieu est capable de réaliser les actes qu'accomplissent les hommes, donc c'est lui qui les réalise et en est l'auteur ; le contraire porterait atteinte à sa toute-puissance. Badawi qualifie ce raisonnement de « piètre argument », car il ne résout en aucune manière le problème de théodicée. Face aux arguments des mu'tazilites en faveur du libre arbitre humain, il faut trouver un compromis, qui préserve l'idée de puissance de Dieu, tout en faisant davantage de place à Sa justice. C'est pourquoi il propose cette solution : l'action humaine est le résultat de la volonté de l'homme ; mais celle-ci n'est qu'une cause intermédiaire, une sorte de cause seconde, par rapport à la volonté de Dieu, qui reste cause première. On peut voir dans cette théorie aussi une influence, au moins indirecte, des philosophes néo-platoniciens et de leur théorie de l'émanation. À moins qu'il ne faille en attribuer la paternité à al-Basri.
Sur cette question, al-Juwaynī apporte une solution originale dans le courant ash'arite. Il commence par reprendre l'argumentation du fondateur de l'école, al-Ash'ari, qui définit deux types d'actions, avec l'exemple du paralysé dont la main tremble involontairement, qu'il faut distinguer de l'acte volontaire de la personne valide. Al-Juwaynī reprend cet argument, en expliquant que seul le second type d'acte est de la responsabilité humaine. Les actes volontaires témoignent d'une capacité qui pemet de les attribuer à l'acteur humain, qui n'en est pas pour autant l'auteur, car la capacité est engendrée par Dieu à l'instant de l'action. Par conséquent, ce sont ces actions-là seulement qui sont susceptibles de récompense ou de châtiment dans l'Au-delà. Cette théorie, développée dans le Kitab al-irshad, est conforme à celle d'al-Ach'ari. Mais Al-Juwaynī n'est pas satisfait de cette thèse. Il ajoute, dans l'Aqīda al-niẓāmiyya, l'idée que l'action humaine a une efficacité. L'agent humain dispose d'une capacité, certes créée par Dieu, mais qui est efficiente. En effet, une puissance sans effet serait une contradiction. Ainsi, il admet une forme de causalité, et se rapproche de la thèse mu'tazilite, qui défend l'idée d'un libre arbitre chez l'homme. Al-Juwaynī ne va pas jusque-là, car cette idée lui semble contredire celle de la toute-puissance divine,,. Il présente lui-même sa théorie comme un compromis : « I have made a combination between delegating all matters to God - beneficial and harmful, good and evil - and retaining the meanings of legal obligations and confirming the basis of the revealed Laws in an intellectuly reasonable fashion » (Nizamiyya citée par Paul L. Heck).
En outre, si Al-Juwaynī rejette le fatalisme d'Al-Ash'ari, ce n'est pas pour les mêmes raisons que les mu'tazilites. Pour ces derniers, qui défendent un objectivisme moral, il y a un Bien et un Mal en soi. Si l'homme n'est pas libre de ses actions, cela va à l'encontre de l'idée du Bien et contredit l'idée d'un Dieu juste. Al-Juwaynī ne se place pas sur ce terrain moral ; il n'accepte, pas davantage qu'Al-Ashari, l'objectivisme éthique : le Bien et le Mal n'existent pas en soi, ils ne sont pas indépendants de la volonté de Dieu. Le Bien, c'est ce que la Révélation définit comme tel,. C'est d'un point de vue logique qu'il introduit le rôle de la capacité humaine et atténue le fatalisme, afin d'éviter une contradiction : imposer à l'homme des obligations alors que ce dernier n'est pas libre, ce serait lui imposer une charge impossible à supporter. Cela reviendrait à lui imposer ce qui est au-delà de ses capacités et ferait perdre tout son sens au message des prophètes : on se demande à quoi sert une Loi révélée si l'on n'a pas le choix d'y obéir. Pourquoi envoyer un Messager et un Livre si, de toute façon, les jeux sont faits ? Ce n'est pas tant l'injustice de la situation qui gêne al-Juwayni, car nous ne savons pas ce qu'est le bien ou le mal du point de vue de Dieu ; c'est son côté absurde, qui consiste à demander l'impossible. L'argument d'Al-Juwaynī est d'ailleurs confirmé par le Coran : « Nous n'imposons à chaque homme que ce qu'il peut porter » (XXIII, 62). Averroès, très critique à l'égard des asharites en général, est sensible à l'évolution dénotée par la thèse d'Al-Juwaynī : « Il est clair qu'il l'apprécie parce qu'elle confirme à ses yeux sa critique des thèses des anciens ash'arites » (M.A. Mensia).
L'Aqīda al-niẓāmiyya, son dernier livre, témoigne ainsi d'une évolution de sa pensée depuis l'al-Irshad, composé bien plus tôt.

### Les attributs divins
La question des attributs divins occupe une place importante dans la réflexion d'Al-Juwaynī. Leur nature fait l'objet d'une querelle entre les traditionalistes et les mutazilites. Le problème est qu'en reconnaissant à Dieu des propriétés telles que la sagesse et la volonté, on lui attribue des qualités qu'on doit reconnaître du même coup éternelles. Que serait la volonté de Dieu si elle n'était pas éternelle ? Comment admettre que Dieu pourrait ne pas toujours être, ou n'avoir pas toujours été omniscient ? L'absence de volonté est une imperfection. En outre, comment expliquer l'apparition de la volonté, si ce n'est sous l'effet d'une autre volonté, ce qui entraîne à l'infini. La volonté de Dieu est donc éternelle, comme l'affirmait déjà Baqillani. Mais en admettant des attributs coéternels à Dieu, on reconnaît l'existence d'autres réalités éternelles que Lui. N'est-ce pas porter atteinte au principe de l'unicité divine (tawhid), cruciale dans le monothéisme, et particulièrement dans l'islam ? Pour éviter d'introduire une pluralité en Dieu, ou de lui associer des réalités qui partagent son éternité, les jahmites (disciples de Jahm Ibn Safwan) nient purement et simplement les attributs divins. Les mutazilites font le choix, moins radical, de refuser aux Attributs une réalité distincte de celle de l'essence de Dieu. Les attributs de Dieu ne sont pas distincts de son essence. Al-Juwayni reconnaît cette thèse mutazilite sans la caricaturer, car nombre d'acharites ont accusé les mutazilites de nier la réalité des Attributs. Quant aux hanbalites, ils préfèrent s'en tenir à la lettre des Textes, admettre la réalité des attributs de Dieu. Mais cette position pose un problème, en particulier pour ceux de ces attributs qui présentent un caractère anthropomorphique.
Al-Ash'ari refuse de considérer les attributs divins comme de simples noms. Il affirme leur réalité. Comment éviter alors d'introduire en Dieu une division ? Cela échappe à la raison, c'est inexplicable. Si l'on prend l'exemple de la sagesse, il est bien entendu que la sagesse divine ne saurait être de même nature que la science humaine. Dieu n'a pas de semblables, c'est un dogme coranique. Mais quelle est alors la nature de la science divine ? Al-Ash'ari laisse le questionneur sur sa faim.
Al-Juwaynī propose une voie moyenne entre accepter et refuser la réalité des attributs divins, grâce à un concept qu'il emprunte à al-Baqillani, qui l'a lui-même puisé chez le mu'tazilite al-Jubbā'i,. Il s'agit de la théorie des modes ou des états (au singulier ḥal, au pluriel aḥwal). Cette notion trouve son origine dans la grammaire arabe, qui distingue l'attribut du ḥal ou mode d'être. Il faut distinguer d'abord, parmi les attributs divins, des attributs nécessaires ou attributs de l'essence (ṣifat nafsiyya),, qui lui appartiennent de toute éternité, dont il est inconcevable qu'il soit privé, comme l'existence, l'unicité, le savoir et l'éternité. Et des attributs possiblesou qualitatifs, ajoutés à l'essence, selon les traductions de ṣifat ma'nawiyya. Les attributs de l'essence de Dieu sont nécessaires. Ceux de ses actes ne le sont pas. Les premiers sont incausés, les seconds causés. À  cette première catégorie appartiennent la toute-puissance, l'unicité et l'éternité. À la seconde la vie, la volonté, la vue, l'ouïe, la connaissance et la parole,, qu'al-Ash'ari confondait avec les attributs essentiels. Comment, maintenant, concevoir la nature de ces attributs, question laissée irrésolue par al-Ash'ari ? On est tenté de penser par analogie : la connaissance divine doit avoir quelque chose de semblable avec le savoir humain. Mais ce serait reconnaître une simple différence de degré, et non de nature, entre les deux. Or, Dieu n'a pas de semblables, rien de créé ne ressemble à Dieu (Coran, XLII, 11). C'est ici qu'intervient la notion de ḥal ou de propriété (Al-Irshad). Quoi de commun entre l'entité « connaissance » quand on parle de science humaine et l'entité « connaissance » quand on parle de science divine ? Il faut bien quelque chose de commun, sans quoi on ne peut pas définir les choses. Ces deux entités partagent la même propriété « connaissance ». La propriété est ce qui est commun à des choses pourtant distinctes. La propriété est distincte et indépendante de l'entité qu'elle caractérise. Elle ne peut être dite ni existante, ni non-existante. C'est la définition qu'en donne Ğuwaynī. Ainsi, il esquive l'accusation d'affirmer l'existence de réalités éternelles autres que Dieu, puisque les attributs sont des modes, intermédiaires entre l'être et le non-être. Cependant, ils possèdent une réalité métaphysique. Voici donc un exemple de concession en direction du mu'tazilisme - sans que pour autant al-Juwaynī accepte de priver les Attributs de l'existence.
Mais il est à noter que al-ʿAqīda al-Niẓāmiyya ne fait plus appel au concept de mode, ce qui témoigne encore une fois d'une évolution de l'acharisme de Juwayni.

#### Les Attributs anthropomorphiques
La question des attributs divins est source de querelles lorsqu'il s'agit des attributs anthropomorphiques. En effet, plusieurs versets du Coran pourraient laisser croire que Dieu possède un corps et des sens tels que la vue et l'ouïe. Par exemple, à propos du navire de Noé : « Il voguait sous Nos yeux » (LIV, 14). Ou encore : «Les mains de Dieu sont ouvertes » (V, 69). Pris à la lettre, ces versets indiquent qu'Allah possède des organes sensoriels et des membres. Cette lecture littérale, par conséquent anthropomorphiste (mujassima), était celle des hanbalites, qui furent accusés d'être corporéistes (hashwiyya) et des karramites. Les mu'tazilites préfèrent nier que les attributs divins aient une réalité distincte. Al-Ash'ari, qui comptait l'ouïe et la vue parmi les attributs de Dieu, reconnaît que la Main, les Yeux ou la Face de Dieu ne peuvent pas être pris en un sens littéral. La Main de Dieu n'est certainement pas de même nature que la main de l'homme. Mais il se refuse à toute tentative d'interprétation. La nature de ces attributs, selon lui, échappe à notre entendement.
Al-Juwaynī choisit de faire une place à l'interprétation du Texte. Attribuer à Dieu des propriétés corporelles, ce serait le rendre semblable à ses créatures. Or, dit-il à la suite de Baqillani : Dieu n'est pas une substance, car toute substance est matérielle et étendue. Or Dieu n'a pas d'étendue dans l'espace. Il écrit dans l'al-Nizamiyya : « Aucun attribut qui implique la possibilité ne peut définir Dieu. Car prééternité et possibilité sont en complète opposition. Pour développer : la qualité d'être-créé se caractérise, de notre point de vue, par la possibilité ; par conséquent, nous déclarons Allah transcendant par rapport à elle ». On peut noter qu'il s'agit d'un exemple de syllogisme aristotélicien. Sur la question des attributs divins, Al-Juwaynī considère, à l'inverse des hanbalites, que l'interprétation est nécessaire. Mais il va plus loin qu'al-Ash'ari et se rapproche des mutazilites, en considérant que l'interprétation est permise. Le site at-tawhid.net (archive) propose des exemples de versets équivoques, accompagnés de leur exégèse par Al-Juwaynî, tirées du Kitab al-Irshad. Par exemple, les Yeux d'Allāh peuvent être pris pour une métaphore de sa surveillance bienveillante et de sa protection. En osant proposer une interprétation allégorique pour ces versets, Al-Juwayni fait preuve de davantage d'audace que son maître al-Ash'ari, et même que le cadi al-Baqillani,.

#### La visibilité de Dieu
Le Coran promet aux musulmans qu'ils pourront voir Allah dans la vie future. Al-Ach'ari considère ce dogme comme orthodoxe et croit à la possibilité pour les fidèles ressuscités de voir Dieu de leurs propres yeux. Cette affirmation soulève un problème : comment Dieu pourrait-il être visible, en outre par les organes sensoriels, sinon parce qu'il serait un être sensible, donc matériel, semblable en cela à ses créatures ? Voilà qui heurte un autre dogme, selon lequel « Rien n'est semblable à Lui » (Coran, XLII, 11). Al-Ach'ari ne résout pas la contradiction. Al-Juwaynī consacre le chapitre XVIII du Kitāb al-irshād à une analyse du phénomène de la perception pour livrer sa conclusion dans la section 6 : « Il est établi, d'après les données de la raison, qu'il est possible de voir Dieu ». Le point central de son argumentation est que tout ce qui existe peut être vu, car ce qui assure la possibilité de la vision, c'est l'existence de la chose perçue. Sur ce point, il rejette les interprétations qui suggèrent de prendre le verbe regarder en un sens symbolique : le verbe nadhara, suivi de la préposition ilā (vers), a le sens de regarder, sans ambiguïté. Il ajoute une référence à l'épisode coranique où Moïse prie Dieu de se montrer (VII, 143). Al-Juwayni y trouve la preuve que Dieu est visible : Moïse le sait, sinon, sa demande serait absurde. Or Moïse est un prophète, donc il est infaillible. Mais cet argument est tiré de la tradition, et ne repose pas sur le raisonnement.
On peut souligner une nouvelle fois l'effort d'al-Juwayni pour argumenter de façon rationnelle, et justifier par des raisons les assertions d'al-Ach'ari. Cependant, sur cette question de la visibilité de Dieu, il n'apporte pas, du moins dans le Kitāb al-irshād, de solution aux contradictions soulevées par le dogme.

#### La Parole de Dieu
L'un des attributs divins mérite d'être traité à part, c'est la Parole de Dieu. En effet, le sujet a des implications quant à la nature créée ou incréée du Coran. Cette question est une pierre d'achoppement entre plusieurs écoles. À ce sujet, Al-Juwaynî est très proche de la position d'Al-Baqillani. Il répond à la fois aux hanbalites, qui considèrent le Coran comme incréé, et aux mu'tazilites, qui le considèrent comme créé (par Dieu). Il établit, à la suite d'al-Baqillani, une distinction entre la Parole, entendue comme parole intérieure (kalâm nafsî), qui rappelle le logos grec, et la parole constituée de signes matériels. Cette distinction entre parole intérieure et parole proférée rappelle celle opérée par les stoïciens, puis Plotin, entre logos endiathetos et  logos prophorikos. Or, dès 840, Plotin a été traduit en arabe. La Parole divine, que l'on pourrait définir comme dialogue de Dieu avec lui-même, existe de toute éternité ; elle n'est pas corporelle, et elle précède son expression. Les versets qui composent chaque exemplaire du Coran, en revanche, ont été créés dans le temps et sont matériels. Encore une fois, Al-Juwaynī fait une concession aux mu'tazilites. Le problème qu'il rencontre est de justifier cette difficulté : comment la Parole de Dieu peut-elle se communiquer ? Comment les hommes pourraient-ils entendre, de leurs oreilles corporelles, une Parole immatérielle ? Sa solution consiste à faire intervenir un médiateur qui est, conformément à la tradition, l'ange Gabriel, puisque c'est lui qui dicte le Coran au Prophète, qu'Allāh ne lui livre pas lui-même. Ce que Dieu transmet à Gabriel, ce ne sont pas les mots mêmes du Coran, mais Sa parole, c'est-à-dire Sa pensée, que Gabriel transmet à son tour au Prophète. Al-Juwayni laisse donc entendre que c'est Muhammad qui est l'auteur des mots du Coran, même si, bien sûr, le sens qu'ils expriment est la pensée de Dieu - sa parole intérieure éternelle. Le sens vient de Dieu, mais sa formulation est créée par son Messager : l'idée est audacieuse.

### Une voie médiane
Souvent la doctrine d'al-Ashari a été présentée comme une voie moyenne entre le traditionalisme des hanbalites et le rationalisme des mutazilites. Il est vrai qu'al-Ashari a le souci d'argumenter, dans la tradition du kalam, au lieu de simplement renvoyer aux Textes. Mais sur le fond, les concessions qu'il fait aux mutazilites sont minces. Si l'acharisme peut être considéré comme une voie moyenne, c'est plutôt dans la doctrine d'al-Juwayni qu'il faut chercher. Cela montre que l'école acharite ne constitue pas une doctrine dogmatique, mais un véritable courant de pensée, un mouvement vivant, qui s'enrichit au fil des générations de disciples, de leurs réflexions et remises en cause. Cette vitalité intellectuelle s'explique aussi par les échanges qui se nouent entre les penseurs de l'époque. Les écoles mu'tazilites et asharites, loin d'être fermées sur elles-mêmes, échangent leurs arguments et se nourrissent des objections de leurs adversaires. De même, les idées circulent entre les théologiens et les philosophes,.
Il semble malheureusement, à en croire Averroès, que ce mouvement ait connu un ralentissement au XIIe siècle puisque le philosophe de Cordoue se plaint du dogmatisme et du sectarisme des théologiens asharites de son époque. À partir du XIVe siècle, on assiste non seulement à une sclérose du questionnement théologique, mais même à un retour en arrière. Ibn Tymiyya, qui s'en prend non seulement aux acharites, mais au kalam dans son ensemble,, revient au littéralisme dans la lecture des versets anthropomorphiques et à un volontarisme divin sans nuance.

## Postérité
Le Kitab al-irshad a fait l'objet de nombreux commentaires, dont le Sharh al-irshad par Abū l-Qāsim al-Anṣārī (ar).
La théologie d'al-Juwaynī a été diffusée au Maghreb, où elle est devenue une référence pour les malikites.

## Œuvres

### Traduites en français
- Kitâb al-irshâd 'ila Qawati' al-Adilla fi Usul al-I'tiqad (en), traduit en français sous le titre : Le Livre du Tawhîd : Traité sur l'unicité selon le sunnisme. d. Alif, traduction Luciani, revue par A. Penot, 2012.  (ISBN 978-2-908087-20-8) ; en anglais sous le titre A Guide (c'est le sens du mot Irshād) to Conclusive Proofs for the Principles of Belief ;
- Kitâb al-Waraqât fî usûl al-fiqh (ar) : Les fondements du droit musulman : Sources, définitions et procédés qui mènent à l'élaboration des lois et des fatwas en islam. Iqra, 2018.  (ISBN 978-2916316802).
- Shifâ al-Ghalil fi bayani ma wuqu fi al-tawra wa l-injil min at-Tabdīl (La guérison de l'assoiffé par la démonstration du fait de l'altération) et Luma' al-Adilla fi qawa'id ahl al-sunna (Livre des lumières) sont regroupés sous le titre Textes apologétiques de Guwainî, édités par Michel Allard, collection « Recherches » no 43, Beyrouth, 1968. Le premier est un texte polémique dirigé contre  juifs et chrétiens, accusés d'avoir altéré les Écritures. En effet, le Coran affirme que la venue du Prophète a été annoncée dans la Bible ; or, Ǧuwaynī ne trouve aucune mention de cette annonce[120]. Le titre s'explique par la comparaison des arguments des juifs et chrétiens avec un mirage pour un assoiffé qui croirait avoir vu de l'eau. Ces arguments sont illusoires, et Juwayni avance pour preuve de l'altération (tabdil) des textes des incohérences qu'il relève dans la Genèse et les Évangiles[120]. Le second texte est une introduction au kalam asharite[121].

### Dans d'autres langues
- Al-Burhan fi 'usul al-fiqh (« Le livre probant sur les fondements du Droit »), dont le Kitab al-Waraqat est un abrégé[3] ;
- Kitāb al-Talkhīṣ fī uṣūl al-fiqh (كتاب التلخيص في اصول الفقة, « Sommaire ou récapitulation des fondements du droit »)[122] ;
- al-Shamil fi uṣul al-din (ar) (un volumineux commentaire de la doctrine d'al-Ash'ari, en partie perdu ; le Kitâb al-irshâd en est un abrégé) ;
- al-ʿAqīda al-niẓāmiyya fī al-'arkān al-islamiyya (ar) (« Profession de foi dans les piliers de l'islam dédiée à Nizam », un de ses derniers textes, qui témoigne d'une évolution de la théologie d'al-Juwaynī ; hélas, cette œuvre n'est traduite qu'en allemand) ;
- Ghiyath al-Umam fi iltiyath al-zulam (« Le Sauveur des nations perdues dans les ténèbres ») ; le titre fait référence au vizir Ghiyath al-Din Nizam al-Mulk[8].
- Mughith al-Khalq fi Diraya al-Madhhab ou Nihayat al-Matlab fi Dirayat al-Madhhab, somme de jurisprudence en 21 volumes traduite en anglais sous le titre The end of the quest in the knowledge of the Shafi'i school ;
- al-Kāfīya fi al-jadal (manuel sur la technique de la dialectique ) ;
- Le Kitâb al-Waraqât traduit en anglais et commenté lire en ligne ;
- Une autre version du Kitâb al-Waraqât : traduction en anglais du texte transposé en vers. lire en ligne
- Al-durra al-mudiya fima waqa'a fihi al-khilaf bayna al-Shafi'iyya wa'l-Hanafiyya[8]. Le manuscrit n'est pas publié.
- Nihayat al-matlab fi dirayat al-madhhab (ar) : manuel de droit chaféite, commentaire du Mukhtasar d'al-Muzni, dont al-Ghazali a écrit un abrégé sous le titre al-Basiṭ[123].
- Risâlah fî ithbât al-istiwâ' uva al-fawqiyyah, commentaire du verset XX, 4 du Coran[124].
- Mukhtasar fî usûl al-dîn.
- Al-Silsila fi ma'rifat al-qawlayn wa al-wajhayn 'ala madhhab al-imam al-CHafi'i (manuscrit non publié).

### Œuvres perdues
Selon al-Subki, il existait un recueil de ses sermons, Diwân khutabiki. L'imam al-Haramayn avait écrit aussi un Tafsir al-Qur'an.

## Notices d'autorité
- VIAF
- ISNI
- BnF (données)
- IdRef
- LCCN
- GND
- Pays-Bas
- Israël
- NUKAT
- Suède
- Vatican
- WorldCat